# Marc Antolin
Marc Antolin (22 marzo 1987) è un attore teatrale gallese.

## Biografia
Marc Antolin ha studiato all'Arts Educational e ha fatto il suo debutto sulle scene poco dopo la laurea in un revival del musical The Music Man in scena al festival teatrale di Chichester con Scarlett Strallen. L'anno successivo ha fatto il suo debutto nel West End londinese con Imagine This al New London Theatre, mentre nell'estate del 2009 e del 2010 recita al Regent's Park Theatre nei musical Hello, Dolly! con Samantha Spiro ed Into the Woods con Jenna Russell. Nel 2010 recita con la Royal Shakespeare Company nella prima di Matilda the Musical a Stratford e resta nel cast anche nella prima londinese del musical in scena al Cambridge Theatre del West End, dove vince il Laurence Olivier Award al miglior nuovo musical nel 2012.
Nel 2014 recita nuovamente al Chichester Theatre Festival con Rupert Everett in Amadeus e con Penelope Wilton in Taken at Midninght, un dramma in cui recita anche nel West End nella stagione 2014-2015. Nel 2016 è nuovamente in scena a Londra, dove interpreta John Darling in Peter Pan in scena al Royal National Theatre, mentre l'anno successivo è Andrew Aguecheek in un allestimento de La dodicesima notte in scena al Globe Theatre di Londra. Nell'estate del 2018 torna a recitare al Regent's Park Theatre, dove interpreta Seymour in un revival di La piccola bottega degli orrori; per la sua interpretazione viene candidato al Laurence Olivier Award al miglior attore in un musical.

## Teatro
- The Music Man, libretto e colonna sonora di Meredith Willson, regia di Rachel Kavanaugh. Chichester Theatre Festival di Chichester (2008)
- Imagine This, libretto di David Goldsmith e Glenn Berenbeim, colonna sonora di Shuki Levy, regia di Timothy Sheader. New London Theatre di Londra (2008)
- Billy Liar di Keith Waterhouse e Willis Hall, regia di Michael Lunney. Tour britannico (2009)
- Hello, Dolly!, libretto di Michael Stewart, colonna sonora di Jerry Herman, regia di Timothy Sheader. Regent's Park Open Air Theatre di Londra (2009)
- Once Upon a Time at the Adelphi di Phil Willmott e Elliot Davis, regia di Phil Willmott. Union Theatre di Londra (2010)
- Into the Woods, libretto di James Lapine, colonna sonora di Stephen Sondheim, regia di Timothy Sheader. Regent's Park Open Air Theatre di Londra (2010)
- Bells Are Ringing, libretto di Betty Comden e Adolph Green, colonna sonora di Jule Styne, regia di Paul Forster. Union Theatre di Londra (2010)
- Matilda the Musical, libretto di Dennis Kelly, colonna sonora di Tim Minchin, regia di Matthew Warchus. Courtyard Theatre di Stratford-upon-Avon (2010)
- Singin' in the Rain, libretto di Betty Comden, Adolph Green e Arthur Freed, colonna sonora di Nacio Herb Brown, regia di Andrew Wright. Minerva Theatre di Chichester (2011)
- Matilda the Musical, libretto di Dennis Kelly, colonna sonora di Tim Minchin, regia di Matthew Warchus. Cambridge Theatre di Londra (2011)
- From Here to Eternity the Musical, libretto di Tim Rice e Bill Oakes, colonna sonora di Stuart Brayson, regia di Tamara Harvey. Shaftesbury Theatre di Londra (2013)
- Amadeus di Peter Shaffer, regia di Jonathan Church. Chichester Theatre Festival di Chichester (2014)
- Taken at Midnight di Mark Hayhurstm di Jonathan Church. Chichester Theatre Festival di Chichester (2014), Haymarket Theatre di Londra (2015)
- Il processo, da Franz Kafka, regia di Richard Jones. Young Vic di Londra (2015)
- Peter Pan, o il ragazzo che non voleva crescere, di J. M. Barrie, regia di Sally Cookson. National Theatre di Londra (2016)
- The Flying Lovers of Vitebsk di Daniel Jamieson, regia di Emma Rice. Tour britannico e statunitense (2017-2018)
- La dodicesima notte,di William Shakespeare, regia di Emma Rice. Shakespeare's Globe di Londra (2017)
- Romantic Anonymous, libretto di Christopher Dimond, colonna sonora di Michael Kooman, regia di Emma Rice. Sam Wanamaker Playhouse di Londra (2017)
- La piccola bottega degli orrori, libretto di Howard Ashman, colonna sonora di Alan Menken, regia di Maria Aberg. Regent's Park Open Air Theatre di Londra (2018)
- Cry Havoc di Tom Coash, regia di Pamela Schermann. Park Theatre di Londra (2019)
- Hedda Gabler di Henrik Ibsen, regia di Chelsea Walker. Sherman Theatre di Cardiff (2019)
- The Magician's Elephant, libretto di Nancy Harris, colonna sonora di Marc Teitler, regia di Sarah Tipple. Royal Shakespeare Company di Stratford-upon-Avon (2021)
- Assassinio sull'Orient Express da Agatha Christie, regia di Jonathan Church. Minerva Theatre di Chichester, Theate Royal di Bath (2022)
- The Band's Visit, libretto di Itamar Moses, colonna sonora di David Yazbek, regia di Michael Longhurst. Donmar Warehouse di Londra (2022)
- Quiz di James Graham, regia di Daniel Evans. Tournée britannica (2023)
- The Producers di Mel Brooks, regia di Patrick Marber. Menier Chocolate Factory di Londra (2024)

## Filmografia parziale

### Cinema
- London Road, regia di Rufus Norris (2015)

### Televisione
- Keeping Faith - serie TV, 4 episodi (2020-2021)
- The Outlaws - serie TV, 2x3 episodio (2022)